# محمد سمير قطب
محمد سمير قطب (مواليد 16 مارس 1938 في الإسكندرية، وتوفي 28 يونيو 2006) هو لاعب كرة قدم مصري في مركز وسط الملعب، لعب لناديي الأوليمبي والزمالك. شارك مع منتخب مصر وكان جزءً من التشكيلة الفائزة بكأس الأمم الأفريقية 1957، كما مثّل مصر في الألعاب الأوليمبية الصيفية 1960 و1964. اشتهر أيضًا بمراوغته الشهيرة التي عرفت باسم «السبعة».

## الألقاب
- كأس الأمم الأفريقية لكرة القدم: 1957[3]

## روابط خارجية
- محمد سمير قطب على موقع الاتحاد الدولي (مؤرشف)  (الإنجليزية)
- محمد سمير قطب على موقع أوليمبيديا (الإنجليزية)
- صفحة اللاعب على FIFA.com